# Faustino Tanara
Faustino Tanara (Langhirano, 10 gennaio 1831 – 25 aprile 1876) è stato un patriota e militare italiano, partecipante alla spedizione dei Mille.
A Langhirano è stato fondato il Museo del Risorgimento Faustino Tanara, che raccoglie documenti e cimeli dell'epoca risorgimentale, sia di Tanara che degli altri 28 garibaldini langhiranesi.
A Parma gli è intitolato viale Faustino Tanara, un tratto della circonvallazione interna parallelo a viale Mentana.